# Buffer di riordino
In informatica, il tampone di riordino (Re-order buffer o ROB in inglese) è un tampone usato dall'algoritmo di Tomasulo per implementare l'esecuzione fuori ordine delle istruzioni nei microprocessori moderni. Il buffer tiene traccia dell'ordine reale dell'esecuzione delle istruzioni e, a mano a mano che le istruzioni sono eseguite dalle unità funzionali, preleva i dati elaborati e li memorizza nei registri del processore seguendo l'ordine logico del programma. Dopo aver memorizzato nei registri il risultato dell'istruzione il sistema effettua il commit dell'istruzione cancellandola dal buffer ROB.
Questo buffer permette di garantire che l'esecuzione logica dei programmi venga preservata anche nel caso di esecuzione fuori ordine. Inoltre il buffer permette di effettuare un veloce rollback nel caso di errori di predizione dell'unità di predizione dei salti permettendo di eliminare semplicemente le istruzioni eseguite erroneamente.